# Vyšné Ladičkovce
Vyšné Ladičkovce (em húngaro: Felsőlászlófalva) é um município da Eslováquia, situado no distrito de Humenné, na região de Prešov. Tem 15,4 km² de área e sua população em 2018 foi estimada em 188 habitantes.

## Demografia
| Ano:        | 1994 | 2004   | 2014    | 2024    |
| ----------- | ---- | ------ | ------- | ------- |
| Broj ljudi: | 262  | 236    | 206     | 180     |
| Razlika:    |      | -9,92% | -12,71% | -12,62% |

| Ano:               | 2023 | 2024   |
| ------------------ | ---- | ------ |
| Número de pessoas: | 184  | 180    |
| Diferença:         |      | -2,17% |